# فتح‌آباد (مه‌ولات)
فتح‌آباد (مه ولات)، روستایی از توابع بخش مرکزی شهرستان مه ولات در استان خراسان رضوی ایران است.

## جمعیت
این روستا در دهستان مه ولات جنوبی قرار دارد و براساس سرشماری مرکز آمار ایران در سال ۱۳۸۵، جمعیت آن ۳۹۴ نفر (۱۰۴خانوار) بوده‌است.